# بهاراتا تشاكرافارتين
يُزعم أن بهاراتا هو أول أباطرة تشاكرافارتين (إمبراطور شمولي أو مالك للشاكرا) في أفاساربيني (نصف دائرة الزمن الحالية وفق علم الكونيات الجايني) في الطريقة الجاينية. كان أكبر أبناء ريشابهاناثا، أول تيرثانكارا للجاينية. وفقًا للجاينيين، كان اسم الهند القديم «بهاراتافارشا» أو «بهاراتا» أو «بهاراتا – بهومي» تيمنًا به. كان له ولدين من كبيرة ملكاته سوبهادرا، هما أركاكيرتي وماريشي. يُقال إنه احتل كامل أجزاء العالم الستة وأنه انخرط في اقتتال مع أخيه باهوبالي، بغية غزو المدينة الأخيرة المتبقية.
يعتبر الأدب الجايني بهارتا مؤسس طائفة البراهمة الكهنوتية. وفقًا لطريقة ديغامبارا الجاينية الفرعية، في أعوامه الأُخر، انصرف عن العالم، وعاش حياة زهد وأحرز كيفالاجنانا (المعرفة الكلية). ووفق الجاينيين السفيتامباريين، فقد أحرز الكيفالغيانا (المعرفة الكلية) وبعد ذلك انصرف عن العالم. أحرز الكيفالغيانا بعد إدراكه أن لا جمال في أجسادنا وبناء على ذلك انصرف عن العالم بكونه كيفالغياني (كلّي العلم) ومن ثم بلغ الموكشا (التحرر).

## حياته بحسب الطريقة الجاينية

### نشأته وحياته
في الأسطورة الجاينية، في إحدى الليلات، رأت ياساسفاتي ديفي، أرفع ملكات ريشابهاناثا (أول تيرثانكارا جايني) أربعة أحلام مبشرة. رأت الشمس والقمر، وجبل ميرو، وبحيرة البجع، والأرض والمحيط. فسر لها ريشابهاناثا الأحلام بأن أحد أولادهما سيكون حاكم تشاكرافارتين وسيغزو العالم بأسره. ثم وُلد لهما بهاراتا في اليوم التاسع من النصف المظلم من قمر تشياترا. كان كشاتريا وولد في السلالة الشمسية. تضمن تعليمه تشديدًا خاصًا على القانون وعلوم سياسة الملوك. كان مهتمًا بالرقص والفن أيضًا. تزوج بهارتا العديد من الأميرات أثناء غزوه العالم وكانت سوبهادرا كبيرتهن. خلفه ابنه أكرا كيرتي (مؤسس السلالة الشمسية). كان لبهارتا ابن آخر أيضًا اسمه ماريشي، والذي كان أحد التجسدات السابقة لماهافيرا، التيرثانكارا الرابع والعشرين.

### الغزو والإدارة
يُعتقد أن بهارتا هو أول تشاكرافارتين (حاكم أو حكّام) لنصف الدائرة الحالية في علم الكونيات الجايني. وفقًا للأساطير الجاينية، قسم ريشابهاناثا مملكته على أولاده المئة وتحول إلى موني (راهب جايني). يُقال إن حصة بهارتا كانت مدينة فينيتا (أيوديا) بينما يُزعم أن حصة باهوبالي هي مدينة بودانابور (تاكسيلا). تضيف الأساطير على ذلك أن رحلة طويلة من الغزو العالمي أعقبت تتويج بهارتا. خلال الديغفيجايا (الفوز بستة أقسام من الأرض في كافة الاتجاهات) خاصته، يُعتقد أنه حاز على النيدهي التسعة (أثمن الكنوز) والراتنا الأربعة عشر (المجوهرات). بعد إتمامه غزوه، يُقال إنه تابع مسيره إلى عاصمته أيوديابوري مصحوبًا بجيش عرمرم والتشاكرا راتنا الإلهي (سلاح خارق دوّار شبيه بالقرص ذو حواف مسننة).
يُزعم أن التشاكرا راتنا توقف لوحده عند مدخل العاصمة مشيرًا إلى أنه ما زال هناك أخوته التسعة وتسعون الذين رفضوا الاستسلام لسلطته العليا. يُزعم أن ثمانية وتسعون منهم صاروا رهبانًا ومنحوه مملكاتهم. رفض باهوبالي الاستسلام وتحداه في قتال. صُورت ثلاثة أنواع من المنافسات على أنها جرت بين بهارتا وباهوبالي. كانت هذه المنافسات قتال الأعين (التحديق في عيني بعضهما البعض)، وجالا يودها (قتال الماء) ومالا يودها (المصارعة). يُقال إن باهوبالي فاز بهذه المنافسات ثلاثتها. في القتال الأخير، حمل باهوبالي بهارتا عاليًا على كتفيه بدلًا عن طرحه أرضًا. يُقال إنه وضعه على الأرض بلطف بدلًا عن ذلك، بدافع محبته له. مُهانًا وغاضبًا، يُعتقد أن بهارتا استدعى التشاكرا راتنا خاصته. بدلًا عن إيذاء باهابولي، يُعتقد أن السلاح دار حوله ثم استقر. وأن ما حدث قد حدث لأن الطريقة الجاينية تنص على أن الأسلحة المقدسة كهذا تفقد فعاليتها عندما تواجه أقرباء سيدها المقربين. بعد هذا، نمت لدى باهوبالي رغبة لحياة الزهد وتخلى عن مملكته ليصبح راهبًا.
يُزعم أن بهارتا كان أول واضع قانون في نصف الدائرة الحالية في التقاليد الجاينية. يُقال إنه أضاف فارنا البراهمة الرابعة لنظام الفارنا الثلاثي الذي أنشأه ريشابهاناثا، والذي كان يتألف من كساتريا (محاربين)، وفايشيا (تجار) وسودرا (عمال يدويين). كان دورهم، كما ذُكر في الطريقة، التأمل، والتعلم، والتعليم والبحث عن المعرفة.